# Хименес, Кристиан Эдуардо
Кристиан Эдуардо Хименес (исп. Christian Eduardo Giménez род. 13 ноября 1974, Буэнос-Айрес) — аргентинский футболист, футбольный агент.

## Карьера
Кристиан начал свою футбольную карьеру в 1991 году в составе аргентинского футбольного клуба «Сан-Мигель». За 4 года в его составе он провел 83 матча, в которых забил 26 мячей.
В 1995 году перешел в состав ФК «Бока Хуниорс», однако не прошел в его основной состав и был отправлен в аренду к «Нуэва Чикаго», в котором за 1 сезон провел 24 матча, и забил 20 мячей.
После возвращения из аренды Кристиан отправился в швейцарский футбольный клуб «Лугано», в составе которого выступал 4 года. В 2001 году перешел в ФК «Базель», за который провел 123 матча, в которых забил 93 мяча.